# Jamie Bernadette
Jamie Bernadette est une actrice et productrice américaine, née à Kankakee (Illinois) le 14 décembre 1987.

## Biographie
Ses premiers rôles incluent Son of Sam et Struck (tous deux en 2008), avec Kelly Preston et Jenna Elfman. En 2009 elle a un plus gros rôle aux côtés de David Carradine dans Absolute Evil. Depuis 2010 elle a joué dans des films plus populaires tels que MILF (2010), Axeman (en) (2013), What Now (2015) avec Ice-T, Charlie Mortdecai (2015) avec Johnny Depp, Jem and the Holograms (2015) et The Darkness (2016) avec Kevin Bacon. Elle est aussi apparue dans un épisode de The Neighbors.
En 2016 elle a joué Let's Be Evil et All Girls Weekend. Elle est actrice dans I Spit on Your Grave: Deja Vu.

## Filmographie

### Cinéma
- 2008 : Son of Sam : Sara Greenwood
- 2008 : Struck (Court-métrage) : Heather
- 2009 : Absolute Evil : Maggie
- 2009 : Nighstaker : Laurie
- 2010 : Mortal Kombat: Rebirth : Jill
- 2010 : Lake Death : Cynthia
- 2010 : MILF : Alex
- 2010 : The Porcelain Grave (Court-métrage) : Veronica Damon
- 2010 : Separation : Christine
- 2010 : Mirk Riders (Court-métrage) : Chloé
- 2011 : 365 Days : Catherine Fisher
- 2011 : Rift : Sandra
- 2011 : Justice on the Border : Major Lori Stevens
- 2012 : Celebrity Sex Tape : Une gothique
- 2012 : Operation Terror : Une hôtesse
- 2012 : Reel Evil : Claire
- 2012 : Steampunk Samurai Biker Chick : Boss Reeby
- 2012 : Resident Evil: Resurrection (Court-métrage) : Rebecca Chambers
- 2012 : Manhaters! : Shelby
- 2013 : Axeman (en) : Tammy
- 2014 : The Secret Children : Sophia
- 2014 : The Bunnyman Massacre : Kelly
- 2014 : Mile Marker Seven : Christine
- 2014 : See Me (Court-métrage) : Une épouse
- 2015 : Mortdecai : Une fille en bikini
- 2015 : What Now : Becca
- 2015 : L.A. Slasher : La détective
- 2015 : Scarf : Alex
- 2016 : Hot Bot : Une écolière
- 2016 : The Demon in the Dark (Court-métrage) : Scandal
- 2016 : 13 Days : Christine
- 2016 : All Girls Weekend : Nancy
- 2016 : Injustice for All (Court-métrage) : Catwoman
- 2016 : Face of Evil : Katy
- 2016 : The 6th Friend : Joey Taylor
- 2016 : Sinbad and the War of the Furies : Jax
- 2016 : Elder Island : Stacy Ryerson
- 2017 : Un lugar  en el Caribe : Sarah
- 2017 : American Satan : Juliette
- 2017 : Hacked Off! : Trina
- 2018 : Grizzled! : Joe Bob/Une jeune activiste/Chrissie Young/Une reporter
- 2018 : Killing Joan : Joan Butler
- 2018 : 4/20 Massacre : Jess
- 2018 : Every 21 Seconds : Leslie Clarkson
- 2018 : The Furnace : Mary Harris
- 2018 : State of Desolation : Claire Davis
- 2019 : Smothered by Mothers : Lola
- 2019 : Devotion : Shannon
- 2019 : Darling Nikki : Greta
- 2019 : Reality Queen! : Une femme en noir
- 2019 : I Spit on Your Grave: Deja Vu : Christy Hills

### Télévision
- 2007 : Tell Me You Love Me (Série TV) : Une danseuse
- 2010 : MKC: The Monsters Killer Club (Série TV) : La victime #2
- 2011 : N.Y.P.D.M. (Série TV) : Madison
- 2011 : A Mann's World (Série TV) : Une modèle
- 2012 : Broken Toy (Série TV) : Mary
- 2012 : Vindicated (Série TV) : Une victime
- 2014 : Deadly Attraction (Série TV) : Catherine Fisher
- 2014 : The Neighbors (Série TV) : Une hôtesse
- 2017 : NCIS : Nouvelle-Orléans (NCIS: New Orleans) (Série TV) : Callie Tillford
- 2018 : Midnight, Texas (Série TV) : Peaches
- 2018 : The Wrong Teacher (Série TV) : Ashley Hayes